# Joel Obi
Pour les articles homonymes, voir Obi (homonymie).
Joel Chukwuma Obi, plus simplement connu sous le nom de Joel Obi, né le 22 mai 1991 à Lagos au Nigeria, est un footballeur international nigérian qui évolue au poste de milieu de terrain.
Très polyvalent, le jeune Nigérian est souvent positionné comme milieu gauche ou milieu défensif. C'est un joueur moderne qui sait très bien défendre et attaquer. Formé à l'Inter après un départ du Nigeria à l'âge de 14 ans, il parvient à se faire sa place dans l'équipe senior du club milanais et dans la sélection  nigériane.
Il est ensuite transféré au Torino ou il joue pendant 3ans sans jamais être titulaire indiscutable. 
Il rejoint donc Chievo Verone en 2018.

## Biographie

### Carrière en club

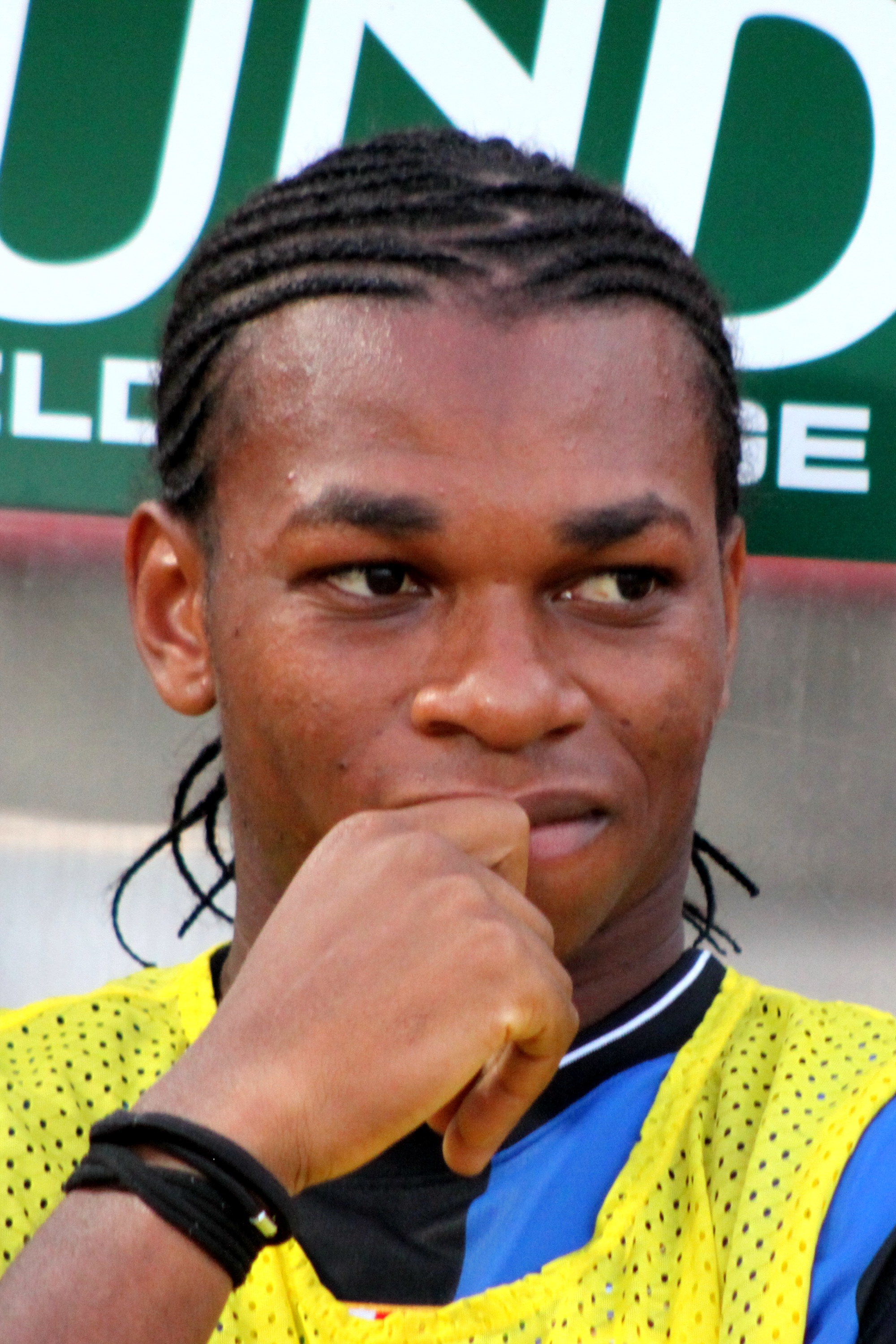
Joel Obi avec l'Inter Milan

Joel Obi commence sa carrière sportive chez les jeunes du NEPA Lagos au Nigeria avant de rejoindre la Primavera de l'Inter Milan en juillet 2005. Il joue d'abord avec l'équipe des moins de 17 ans avec qui il remporte le championnat Allievi Nazionali en se distinguant, notamment lors du dernier match de la saison contre Empoli où il marque le but de la victoire (1-0) puis il rejoint la section des moins de 19 ans du club.
Obi fait ses débuts avec l'équipe première sous la direction de Rafael Benítez lors des stages de pré-saison à l'été 2010. Le 29 septembre 2010, il joue son premier match avec l'Inter contre le Werder Brême lors de la phase de poule de la Ligue des champions 2010-2011 en remplaçant Dejan Stanković à la 80e minute (victoire 4-0).
Il dispute sa première rencontre de Serie A, le 17 octobre 2010 sur la pelouse de Cagliari où il entre en jeu à la 66e minute à la place de Coutinho. L'Inter remporte le match 1-0 grâce à un but de Samuel Eto'o. Joel Obi obtient sa première titularisation le 10 novembre 2010 face à Lecce (1-1), quatre jours plus tard, il est de nouveau titulaire dans le derby contre le Milan AC mais il doit quitter le terrain à la 35e minute à cause d'une blessure musculaire à la cuisse.
Le 31 janvier 2011, Parme acquiert la copropriété de Joel Obi en plus de celle de son coéquipier Nwankwo Obiora mais il reste toutefois à l'Inter Milan contrairement à Obiora. Il termine la saison avec 13 rencontres disputées sous le maillot nerazzurro.
Obi commence la saison 2011-2012 comme titulaire dans le match de Supercoupe d'Italie à Pékin, l'AC Milan remporte la rencontre 2-1 mais malgré le résultat, il se distingue en étant un des meilleurs dans le camp nerazzurro. Pour la nouvelle saison, le nouvel entraîneur de l'Inter, Gian Piero Gasperini puis son successeur Claudio Ranieri lui donnent plus de temps de jeu. Le 27 septembre 2011, il débute pour la première fois en tant que titulaire en Ligue des champions face au CSKA Moscou (2-3). Lors du match suivant face au Napoli (0-3), Obi se fait expulser pour la première fois de sa carrière en écopant assez injustement de deux cartons jaunes pour fautes,.

### Carrière internationale
Le 5 février 2011, Joel Obi est appelé pour la première fois avec le Nigeria par le nouveau sélectionneur Samson Siasia à la suite de la blessure de Ikechukwu Ibenegbu pour un match amical contre la Sierra Leone. Quatre jours plus tard à Lagos, il dispute la rencontre en tant que titulaire et offre une passe décisive à Ekigho Ehiosun pour le deuxième but nigérian, il sera remplacé à la 64e minute (score final 2-1).
Obi dispute les deux matchs suivants en mars, toujours en tant que titulaire, contre l'Éthiopie (4-0) pour les qualifications à la CAN 2012 puis contre le Kenya (3-0) en amical. Il continue d'être appelé en sélection, ne loupant aucun matchs et débutant à chaque fois les rencontres sur le terrain. Il est d'ailleurs le joueur le plus utilisé par Samson Siasia avec 9 rencontres consécutives. Malheureusement les Super Eagles ne se qualifient pas pour la CAN 2012 et le sélectionneur est limogé.

### Palmarès
Inter Milan :
- Vainqueur de la Coupe d'Italie en 2010 et 2011
- Champion d'Italie : 2010
- Vainqueur de la Supercoupe d'Italie : 2010
- Vainqueur de la Ligue des champions : 2010
- Vainqueur de la Coupe du monde des clubs (1) : 2010